# Clicktrans
Clicktrans es un marketplace online (mercado en línea) que conecta a particulares y empresas con proveedores de transporte que realizan una ruta similar. La empresa fue fundada en 2010 por Michał Brzeziński y Agnieszka Korzeniewska en Gdansk, Polonia.

## Visión general
Clicktrans conecta a clientes particulares y empresas con transportistas que ya están cubriendo esa ruta. De esta manera, el transportista evita la emisión innecesaria de CO₂ y los clientes ahorran en el servicio de transporte.
El cliente solicita presupuestos de manera gratuita en la plataforma y los transportistas interesados, envían sus ofertas. Finalmente, el cliente elige el presupuesto que más le interese. Los transportistas pagan una comisión a Clicktrans solo si realizan envíos, por lo demás, la plataforma no tiene ningún coste.
En 2023, la empresa cuenta con más de 35.000 transportistas verificados de toda Europa.

## Historia
Clicktrans fue fundado en 2010 por Michal Brzezinski y Agnieszka Korzeniewska. Su sede se encuentra en Gdansk, Polonia.
Fue el primer mercado en línea polaco que conectaba a clientes particulares y empresas con transportistas. En 2015, Clicktrans entró en el mercado inglés y en 2016 la plataforma estuvo disponible para los usuarios españoles. En 2017, la plataforma también cubrió el mercado alemán, y en 2021, el italiano.
En el año 2020, se lanzó una aplicación móvil para los transportistas de la plataforma.
Cada año, Clicktrans publica informes que muestran los datos de transporte de varios tipos de envíos (principalmente mudanzas, coches y motocicletas). Estos informes se publican en la página web de Clicktrans y en los medios de comunicación.